# Magnolia borneensis
Magnolia borneensis este o specie de plante din genul Magnolia, familia Magnoliaceae, descrisă de Hans Peter Nooteboom. Conform Catalogue of Life specia Magnolia borneensis nu are subspecii cunoscute.